# فولپکه
فولپکه (به آلمانی: Völpke) یک شهر در آلمان است که در Börde واقع شده‌است. فولپکه ۱٬۵۷۷ نفر جمعیت دارد.